# 西﨑伸洋
西﨑 伸洋（にしざき のぶひろ、1982年4月8日 - ）は、福岡県糸島郡志摩町（現：糸島市）出身の元プロ野球選手（外野手、捕手）。

## 来歴・人物
糸島高校時代は西﨑聡とバッテリーを組んでいた。3年夏は福岡県大会ベスト8。高校通算55本塁打。2001年、全国的には無名だったが強肩とスイングスピードが評価され、ドラフト6巡目で横浜ベイスターズに入団。2004年、持ち前の俊足を生かすために捕手から外野手に転向。
2007年10月9日、チーム最終戦の対ヤクルト戦で初の1番に抜擢され、松岡健一からプロ初安打を含む3安打猛打賞と結果を残した。秋季キャンプでは遊撃手に挑戦。
2008年、二軍では打率.294、7本塁打と活躍していたが一軍出場はなく、球団から戦力外通告を受け現役を引退。2009年以降は球団職員（サブマネージャー、2010年からはファームマネージャー）としてチームに在籍している。また、同年から球団公式モバイルサイト「ベイスターズ速報」にて『ノブマネ奮闘記（2012年からは『のぶマネ☆ファームですよ』に改称）』というコラムを連載している。
明るく元気な性格で、現役時代はムードメーカー的存在でもあった。上述のコラムの記事や添付される写真などからは二軍の選手らに慕われていることが窺われ、また球団公式サイト内の選手ブログリレー（2012年6月11日付）でオスカー・サラサーが「2軍マネージャーのNOBU」と名前を出すなど、外国人選手とも仲がいい。
2023年現在も引き続き、チーム運営部長として球団職員業務にあたっている。

## 詳細情報

### 年度別打撃成績
| 年 度     | 球 団     | 試 合 | 打 席 | 打 数 | 得 点 | 安 打 | 二 塁 打 | 三 塁 打 | 本 塁 打 | 塁 打 | 打 点 | 盗 塁 | 盗 塁 死 | 犠 打 | 犠 飛 | 四 球 | 敬 遠 | 死 球 | 三 振 | 併 殺 打 | 打 率 | 出 塁 率 | 長 打 率 | O P S |
| --------- | --------- | ----- | ----- | ----- | ----- | ----- | -------- | -------- | -------- | ----- | ----- | ----- | -------- | ----- | ----- | ----- | ----- | ----- | ----- | -------- | ----- | -------- | -------- | ----- |
| 2006      | 横浜      | 5     | 0     | 0     | 0     | 0     | 0        | 0        | 0        | 0     | 0     | 0     | 0        | 0     | 0     | 0     | 0     | 0     | 0     | 0        | ---   | ---      | ---      | ---   |
| 2007      | 横浜      | 7     | 12    | 12    | 1     | 3     | 1        | 0        | 0        | 4     | 0     | 1     | 0        | 0     | 0     | 0     | 0     | 0     | 1     | 0        | .250  | .250     | .333     | .583  |
| 通算：2年 | 通算：2年 | 12    | 12    | 12    | 1     | 3     | 1        | 0        | 0        | 4     | 0     | 1     | 0        | 0     | 0     | 0     | 0     | 0     | 1     | 0        | .250  | .250     | .333     | .583  |

### 年度別守備成績
| 年 度 | 球 団 | 外野  | 外野  | 外野  | 外野  | 外野  | 外野     |
| 年 度 | 球 団 | 試 合 | 刺 殺 | 補 殺 | 失 策 | 併 殺 | 守 備 率 |
| ----- | ----- | ----- | ----- | ----- | ----- | ----- | -------- |
| 2006  | 横浜  | 4     | 0     | 0     | 0     | 0     | ----     |
| 2007  | 横浜  | 6     | 7     | 1     | 0     | 0     | 1.000    |
| 通算  | 通算  | 10    | 7     | 1     | 0     | 0     | 1.000    |

### 記録
- 初出場：2006年6月4日、対北海道日本ハムファイターズ6回戦（横浜スタジアム）、9回表に古木克明に代わり左翼手として出場
- 初先発出場：2007年10月6日、対広島東洋カープ24回戦（広島市民球場）、8番・右翼手として先発出場
- 初安打：2007年10月9日、対東京ヤクルトスワローズ24回戦（横浜スタジアム）、1回裏に松岡健一から左前安打
- 初盗塁：同上、1回裏に二盗（投手：松岡健一、捕手：川本良平）

### 背番号
- 65 （2001年 - 2008年）